# اروه مارسی
اِروِه مارسی (انگلیسی: Hervé Marseille؛ زادهٔ ۲۰ اوت ۱۹۵۴) سیاستمدار اهل فرانسه و عضو مجلس سنای فرانسه است.